# Turó de Mataró
El Turó de Mataró o Turó del Castell és un cim de 504 m d'altitud situat entre els municipis d'Òrrius, a la comarca del Maresme, i de Vilanova del Vallès, al Vallès Oriental. Juntament amb el Turó de Céllecs, i el Turó Rodó, situats més al sud, forma la muntanya de Céllecs, que està constituïda per granit i sauló i forma part de la Serralada de Marina, integrada, al seu torn, en la Serralada Litoral Catalana.